# Olip
L'Olip est une rivière française qui coule dans le département de l'Aveyron. C'est un affluent gauche de l'Aveyron, donc un sous-affluent de la Garonne par  le Tarn. 

## Géographie
De 13,5 km de longueur, l'Olip prend sa source au sud du Massif central sur l'extrémité nord-est du Lévézou commune de Lavernhe département de l'Aveyron dans le Parc naturel régional des Grands Causses, à 1 010 m d'altitude.
L'Olip conflue an rive gauche de l'Aveyron à l'est de Gaillac-d'Aveyron, à 627 m d'altitude.

### Communes traversées
Dans le seul département de L'Aveyron, l'Olip traverse les trois communes suivantes de Lavernhe (source), Recoules-Prévinquières, Gaillac-d'Aveyron (confluence).
Soit en termes de cantons, l'Olip prend source dans le canton de Sévérac-le-Château et conflue dans le canton de Laissac, le tout dans l'arrondissement de Millau et l'arrondissement de Rodez.

## Principaux affluents
- Le Lavernhe (4,1 km)
- Le Riou Apidous (2,5 km)
- Le Pescayrou (4,8 km)
- Le Prévinquières (4,2 km)